# Hunt Institute for Botanical Documentation
Le Hunt Institute for Botanical Documentation ( HIBD ), inauguré en 1961 sous le nom de Rachel McMasters Miller Hunt Botanical Library, est un institut de recherche rattaché à l'université Carnegie-Mellon de Pittsburgh, en Pennsylvanie.

## Historique
Le Hunt Institute porte le nom de Rachel Hunt (en),,, relieuse et collectionneuse de livres, qui a fait don d'une collection de livres botaniques à l'université pour créer la bibliothèque. L'institut décerne un prix annuel en son honneur.
L'institut est inauguré le 10 octobre 1961 sous la direction de George H.M. Lawrence. Gilbert Daniels lui succède en 1970. Depuis 2019, T.D. Jacobsen est directeur.

## Description
L'institut Hunt est une institution de recherche bibliographique internationale dans les domaines de la botanique et de l'horticulture. La bibliothèque de recherche détient plus de 30 000 œuvres et fonds d'art. Son département d'art possède une collection d'illustrations botaniques, dont beaucoup d'aquarelles, de dessins et d'estampes datant de la Renaissance jusqu'à l'époque contemporaine.
HIBD accueille des expositions publiques, notamment l'exposition triennale International Exhibition of Botanical Art & Illustration depuis 1964. Cette exposition coïncide avec le congrès de l'American Society of Botanical Artists à Pittsburgh.

## Publications
- Botanico-Periodicum-Huntaniumdepuis 1968[10]
- Bulletin of the Hunt Institute for Botanical Documentation
- Catalogue of Botanical Books in the Collection of Rachel McMasters Hunt
- Huntia, revue scientifique publiée depuis 1964, éditée sous format numérique[11],[12],[13].